# Nikola Jerkan
Nikola Jerkan (ur. 8 grudnia 1964 w Splicie) – chorwacki piłkarz, występujący na pozycji obrońcy, który w lecie 1996 dołączył do drużyny Nottingham Forest F.C. zakupiony za milion funtów z drużyny Real Oviedo. Jeszcze przed przejściem do Nottingham, reprezentował kraj na Euro 1996, gdzie był ustawiany na środku chorwackiej defensywy.
Czas spędzony na stadionie City Ground był dla Jerkana stracony. Przegrywał w walce o miejsce w podstawowej jedenastce i po zwolnieniu Franka Clarka, nie mógł znaleźć wspólnego języka z nowym trenerem Dave'em Bassettem. Został więc wypożyczony na rok do austriackiego zespołu Rapid Wiedeń na początku sezonu 1997–1998, gdzie wywalczył wicemistrzostwo Austrii. Jerkan potem już nigdy nie wystąpił na angielskich boiskach.
W reprezentacji zadebiutował 5 lipca 1992 w Melbourne w meczu przeciwko Australii. Występy w reprezentacji zakończył 12 czerwca 1997 w Sendai w meczu przeciwko Turcji w ramach turnieju Kirin Cup. Ogółem wystąpił w reprezentacji 31 razy, strzelając 2 bramki. Warto zauważyć, że jedną z nich zdobył w meczu przeciwko Polsce, a drugą w spotkaniu przeciwko Litwie.
Po występach w Austrii, zawodnik wrócił do ojczyzny, gdzie grał w zespołach NK Zagreb, Cibalia Vinkovci, i Hajduk Split, którego był wychowankiem. Zawodnik zaliczył także krótki epizod w belgijskim SC Charleroi.

## Odznaczenia
- Order Chorwackiej Koniczyny (2018)[1]